# کارتاژ (آرکانزاس)
کارتاژ (به انگلیسی: Carthage) یک شهر در ایالات متحده آمریکا است که در شهرستان دالاس، آرکانزاس واقع شده‌است. کارتاژ ۲٫۵۴ کیلومتر مربع مساحت و ۳۴۳ نفر جمعیت دارد و ۹۴ متر بالاتر از سطح دریا واقع شده‌است.